# Road To The Runway
Road To The Runway (tiếng Trung: 天使之路) là một cuộc thi người mẫu của Trung Quốc được chiếu vào ngày 31 tháng 8 năm 2017 trên kênh iQiyi. Chương trình bao gồm nhiều khách mời nổi tiếng như: Yu Tsai, Coco Chanel, Jourdan Dunn, Alessandra Ambrosio, Adriana Lima & Coco Rocha.
30 người mẫu sẽ bắt đầu vào cuộc thi kéo dài 80 ngày qua nhiều thử thách như buổi chụp hình, trình diễn thời trang,... và sẽ được đánh giá bởi 3 giám khảo khảo chính thức trong việc lựa chọn người mẫu cho Victoria's Secret: đạo diễn casting John Pfeiffer, nhiếp ảnh gia Russell James & stylist Zanna Roberts Rassi.
Ngoài ra, các thí sinh sẽ được đi qua một số thành phố của Trung Quốc và ôn lại lịch sử 2.000 năm của Trang phục phương Đông. Và top 2 chung cuộc sẽ được bay đến New York để quyết định gương mặt sẽ được trình diễn trong chương trình trình diễn thời trang lớn nhất thế giới, Victoria's Secret 2017.
Người chiến thắng của cuộc thi là Vương Nghệ (được biết đến nhiều hơn như One).

## Mùa
| Mùa | Phát sóng           | Quán quân  | Á quân       | Các thí sinh theo thứ tự bị loại | Tổng số thí sinh | Điểm đến quốc tế |
| --- | ------------------- | ---------- | ------------ | --- | ---------------- | ---------------- |
| 1   | 31 tháng 8 năm 2017 | Vương Nghệ | Trừ Dật Điềm | Phan Gia Thuần, Trần Hiểu Văn, Dương Tử Huyên, Tương Hạo Linh, Viên Bác Siêu (bỏ cuộc), Lục Kì Hoa (bỏ cuộc), Lục Dao, Trương Thông, Ngô Nguyệt, Khổng Linh Linh, Khang Nhã Hinh, Dương Tư Oánh & Thạch Văn | 15               | New York         |

## Các thí sinh
(Tuổi tính từ ngày dự thi)
| Thí sinh | Thí sinh        | Biệt danh | Tuổi | Chiều cao           | Bị loại ở | Hạng         |
| -------- | --------------- | --------- | ---- | ------------------- | --------- | ------------ |
| 潘嘉纯   | Phan Gia Thuần  | Grace     | 18   | 1,75 m (5 ft 9 in)  | Tập 2     | 15           |
| 陈晓雯   | Trần Hiểu Văn   | Nana      | 23   | 1,75 m (5 ft 9 in)  | Tập 3     | 14           |
| 杨子萱   | Dương Tử Huyên  | Angel     | 19   | 1,80 m (5 ft 11 in) | Tập 4     | 13           |
| 蒋浩铃   | Tương Hạo Linh  | Abby      | 23   | 1,80 m (5 ft 11 in) | Tập 5     | 12           |
| 袁博超   | Viên Bác Siêu   | Chao      | 19   | 1,80 m (5 ft 11 in) | Tập 6     | 11 (bỏ cuộc) |
| 陆祺桦   | Lục Kì Hoa      | Rachel    | 19   | 1,78 m (5 ft 10 in) | Tập 6     | 10 (bỏ cuộc) |
| 陆瑶     | Lục Dao         | Leader    | 30   | 1,78 m (5 ft 10 in) | Tập 7     | 9            |
| 张桐     | Trương Thông    | Tong      | 25   | 1,75 m (5 ft 9 in)  | Tập 8     | 8            |
| 吴月     | Ngô Nguyệt      | Luna      | 22   | 1,78 m (5 ft 10 in) | Tập 9     | 7            |
| 孔令令   | Khổng Linh Linh | Ling      | 30   | 1,80 m (5 ft 11 in) | Tập 10    | 6            |
| 康雅馨   | Khang Nhã Hinh  | Naomi     | 23   | 1,75 m (5 ft 9 in)  | Tập 11    | 5            |
| 杨斯莹   | Dương Tư Oánh   | Jaclyn    | 25   | 1,78 m (5 ft 10 in) | Tập 12    | 4-3          |
| 石闻     | Thạch Văn       | Wen       | 29   | 1,78 m (5 ft 10 in) | Tập 12    | 4-3          |
| 储镒恬   | Trừ Dật Điềm    | Cristian  | 20   | 1,78 m (5 ft 10 in) | Tập 12    | 2            |
| 王艺     | Vương Nghệ      | One       | 20   | 1,75 m (5 ft 9 in)  | Tập 12    | 1            |

## Các tập

### Tập 1: Ban giám khảo chính thức của Victoria's Secret sắp ra mắt, ai sẽ trở thành siêu mẫu Trung Quốc tiếp theo?
Khởi chiếu: 31 tháng 8 năm 2017
30 cô gái đầy hy vọng đã tự di chuyển tới Vạn Lý Trường Thành để diễn tập và chuẩn bị cho buổi trình diễn thời trang đầu tiên của chương trình. Nhưng trước khi thử thách diễn ra thì chương trình đã gặp trục trặc khi thời tiết chuyển biến xấu, nhưng sau đó thời tiết đã ổn định trở lại và các cô gái đã hoàn thành được buổi trình diễn thời trang với niềm hạnh phúc và tự mãn nhất trong sự nghiệp của họ.
Ngày hôm sau, họ được đưa tới phòng chờ để nhận kết quả từ 3 vị giám khảo chính thức của Victoria's Secret: John Pfeiffer, Russell James & Zanna Roberts Rassi. Kết quả là 8 cô gái không may đã bị loại cuộc cuộc thi. Sau đó, 22 thí sinh bán kết còn lại được chia thành 8 nhóm và đã được chào đón bởi giám đốc sáng tạo Yu Tsai và siêu mẫu Ming Xi cho buổi chụp hình đầu tiên đầy khó khăn khi họ phải tạo dáng bên trong những hình khối hộp theo nhóm. Sau khi xong buổi chụp hình của một nhóm thì 1 cô gái sẽ được chọn trực tiếp vào cuộc thi và sẽ được di chuyển tới ngôi nhà chung của mình. Sau khi buổi chụp hình kết thúc, thì 7 cô gái nữa được lựa chọn vào cuộc thi. Cuối cùng, chương trình đã có 15 thí sinh chung cuộc sẽ thi đấu.
- Nhiếp ảnh gia: Francis Fa
- Khách mời đặc biệt: Ming Xi, Yu Tsai

### Tập 2: Phong cách độc đáo của Desert Falcon
Khởi chiếu: 7 tháng 9 năm 2017
15 thí sinh chung cuộc đã bị đánh thức dậy sớm bởi người mẫu Kim Đại Xuyên cho một buổi tập thể lực. Sau đó, họ đã được bay tới Tân Cương và được gặp đạo diễn Leo Li tại một vùng sa mạc của thị trấn Karamay cho một buổi quay video thời trang chủ đề trên sa mạc Gobi theo nhóm 5 người và họ phải cố hết sức trong ánh mặt trời và mặt trời. Trong khi buổi quay video đang diễn ra, chương trình đã gặp phải một cơn bão cát dữ dội khiến cho các thí sinh lẫn các trợ lí chương trình bị hỗn loạn, dẫn đến việc họ phải tạm dừng thử thách. Ngày hôm sau, buổi quay video tiếp tục với những cảnh quay còn lại. Kết quả là Chao, Jaclyn, Ling, Rachel & Wen thể hiện tốt nhất và sẽ được cộng 0.5 vào điểm của mình.
Ngày tiếp theo, họ được đưa tới công viên quốc gia Urumqi Muxutai cho buổi chụp hình tiếp theo tạo dáng với chim chi cắt trong rừng. Buổi chụp hình đã một số khó khăn cho một vài cô gái, nhất là Abby khó vượt qua rào cản tâm lý vì là một người rất sợ chim. Sau đó, họ đã quay về ngôi nhà chung của mình ở Bắc Kinh. Ngày hôm sau, họ được quay lại phòng chờ để nhận kết quả của mình. Kết quả là Wen là người làm tốt nhất với 8.17 điểm còn Grace đạng là người có số điểm thấp nhất với 5.16 điểm. Sau đó, Rachel là người cuối cùng nhận kết quả và sẽ được công bố ở tập sau, Ở tập tiếp theo, kết quả là Rachel được an toàn và Grace là người đầu tiên phải rời cuộc thi.
| Điểm  | Điểm     | Điểm | Điểm    | Điểm  | Điểm            | Điểm      | Điểm      |
| ----- | -------- | ---- | ------- | ----- | --------------- | --------- | --------- |
| Hạng  | Thí sinh | John | Russell | Zanna | Điểm trung bình | Điểm cộng | Tổng điểm |
| 1     | Wen      | 7.5  | 8       | 7.5   | 7.67            | 0.5       | 8.17      |
| 2     | Naomi    | 9    | 7       | 7.5   | 7.83            | 0         | 7.83      |
| 3     | Tong     | 23   | 23      | 23    | 7.67            | 0         | 7.67      |
| 4-5   | Ling     | 7.5  | 6.5     | 7.5   | 7.16            | 0.5       | 7.66      |
| 4-5   | Jaclyn   | 21.5 | 21.5    | 21.5  | 7.16            | 0.5       | 7.66      |
| 6-7   | Luna     | 22   | 22      | 22    | 7.33            | 0         | 7.33      |
| 6-7   | One      | 8.5  | 7.5     | 6     | 7.33            | 0         | 7.33      |
| 8     | Cristian | 7    | 7       | 7.5   | 7.16            | 0         | 7.16      |
| 9     | Chao     | 8    | 5       | 6.5   | 6.5             | 0.5       | 7         |
| 10    | Leader   | 20.5 | 20.5    | 20.5  | 6.83            | 0         | 6.83      |
| 11    | Abby     | 6    | 5.5     | 6.5   | 6               | 0         | 6         |
| 12    | Rachel   | 5    | 5       | 5     | 5               | 0.5       | 5.5       |
| 13-14 | Angel    | 16   | 16      | 16    | 5.33            | 0         | 5.33      |
| 13-14 | Nana     | 5.5  | 5       | 5.5   | 5.33            | 0         | 5.33      |
| 15    | Grace    | 6    | 4.5     | 5     | 5.16            | 0         | 5.16      |

- Nhiếp ảnh gia: Zack Zhang
- Khách mời đặc biệt: Kim Đại Xuyên, Leo Li

### Tập 3: Các người mẫu Kinh kịch đầy thách thức, sự va chạm của nhiều phong cách và trình bày "Vẻ đẹp Trung Hoa"
Khởi chiếu: 14 tháng 9 năm 2017
14 cô gái còn lại được gặp lại Yu Tsai cùng với siêu mẫu Tần Thư Bồi tại một quán bar cho thử thách chụp hình theo nhóm trong phong cách tiệc tùng của những tay đua xe. Nhưng trước đó tại ngôi nhà chung, thì họ đã được chia thành 5 nhóm với nhau. Kết quả là Leader, Luna & One thể hiện tốt nhất và sẽ được cộng 0.5 vào điểm của mình.
Ngày hôm sau, họ đã có buổi chụp hình chân dung hóa thân thành những con rối bóng Trung Hoa, trong khi ánh sáng sẽ chỉ chiếu một phần của gương mặt họ. Ngày tiếp theo, họ được quay lại phòng chờ để nhận kết quả của mình. Kết quả là One là người làm tốt nhất với 8 điểm còn Nana là người tiếp theo phải rời cuộc thi với 5.67 điểm.
| Điểm | Điểm     | Điểm | Điểm    | Điểm  | Điểm            | Điểm      | Điểm      |
| ---- | -------- | ---- | ------- | ----- | --------------- | --------- | --------- |
| Hạng | Thí sinh | John | Russell | Zanna | Điểm trung bình | Điểm cộng | Tổng điểm |
| 1    | One      | 22.5 | 22.5    | 22.5  | 7.5             | 0.5       | 8         |
| 2    | Chao     | N/A  | 8       | N/A   | 7.33            | 0         | 7.33      |
| 3-4  | Abby     | 7    | 14.5    | 14.5  | 7.17            | 0         | 7.17      |
| 3-4  | Luna     | 7.5  | 6       | 6.5   | 6.67            | 0.5       | 7.17      |
| 5-6  | Ling     | 20.5 | 20.5    | 20.5  | 6.83            | 0         | 6.83      |
| 5-6  | Tong     | N/A  | 7       | N/A   | 6.83            | 0         | 6.83      |
| 7-8  | Leader   | 12.5 | 12.5    | 6     | 6.17            | 0.5       | 6.67      |
| 7-8  | Rachel   | 8.5  | 6       | 5.5   | 6.67            | 0         | 6.67      |
| 9-10 | Cristian | 7.5  | 6.5     | 5.5   | 6.5             | 0         | 6.5       |
| 9-10 | Wen      | 19.5 | 19.5    | 19.5  | 6.5             | 0         | 6.5       |
| 11   | Angel    | 6    | 7       | 6     | 6.33            | 0         | 6.33      |
| 12   | Naomi    | 18.5 | 18.5    | 18.5  | 6.17            | 0         | 6.17      |
| 13   | Jaclyn   | 5    | 6.5     | 6     | 5.83            | 0         | 5.83      |
| 14   | Nana     | 5.5  | 5.5     | 6     | 5.67            | 0         | 5.67      |

- Nhiếp ảnh gia: Zack Zhang
- Khách mời đặc biệt: Tần Thư Bồi, Yu Tsai

### Tập 4: Tiêu chuẩn không thể đoán trước của Victoria's Secret đã bị Dương Tư Oánh cho điểm thấp về phong cách Trung Quốc và cảm thán
Khởi chiếu: 21 tháng 9 năm 2017
13 cô gái còn lại đã được yêu cầu thu dọn hành lí để chuẩn bị bay tới Nghi Xương và được gặp diễn viên Dương Húc Văn đang vượt thác tại thác nước của thắng cảnh Three Gorges Tribe, trước khi họ được chia thành 3 đội cho thử thách leo thác nước từ trên cao xuống trong thời gian nhanh nhất. Kết quả là Abby, Cristian, Leader & One thể hiện tốt nhất và sẽ được cộng 0.5 vào điểm của mình.
Ngày hôm sau, họ được đưa tới sông Trường Giang cho buổi chụp hình tiếp theo hóa thân thành những vị tướng cổ đại trong dân gian Trung Quốc. Sau đó, họ đã quay về ngôi nhà chung của mình ở Bắc Kinh. Ngày tiếp theo, họ được quay lại phòng chờ để nhận kết quả của mình. Kết quả là One là người làm tốt nhất với 8 điểm còn Angel đạng là người có số điểm thấp nhất với 6.33 điểm. Sau đó, Abby là người cuối cùng nhận kết quả và sẽ được công bố ở tập sau, Ở tập tiếp theo, kết quả là Abby được an toàn và Angel là người tiếp theo phải rời cuộc thi.
| Điểm | Điểm     | Điểm | Điểm    | Điểm  | Điểm            | Điểm      | Điểm      |
| ---- | -------- | ---- | ------- | ----- | --------------- | --------- | --------- |
| Hạng | Thí sinh | John | Russell | Zanna | Điểm trung bình | Điểm cộng | Tổng điểm |
| 1    | One      | 8    | 7.5     | 7     | 7.5             | 0.5       | 8         |
| 2    | Tong     | 14.5 | 14.5    | 8     | 7.5             | 0         | 7.5       |
| 3-5  | Cristian | 7    | 7       | 6.5   | 6.83            | 0.5       | 7.33      |
| 3-5  | Chao     | 7.5  | 7.5     | 7     | 7.33            | 0         | 7.33      |
| 3-5  | Naomi    | 8.5  | 7       | 6.5   | 7.33            | 0         | 7.33      |
| 6    | Wen      | 5    | 8       | 8.5   | 7.16            | 0         | 7.16      |
| 7-8  | Rachel   | 6    | 8       | 7     | 7               | 0         | 7         |
| 7-8  | Leader   | 5.5  | 6.5     | 7.5   | 6.5             | 0.5       | 7         |
| 9-11 | Luna     | 5.5  | 7.5     | 7.5   | 6.83            | 0         | 6.83      |
| 9-11 | Ling     | 8    | 7       | 5.5   | 6.83            | 0         | 6.83      |
| 9-11 | Abby     | 6.5  | 6.5     | 6     | 6.33            | 0.5       | 6.83      |
| 12   | Jaclyn   | 6.5  | 7.5     | 5.5   | 6.5             | 0         | 6.5       |
| 13   | Angel    | 6.5  | 7       | 5.5   | 6.33            | 0         | 6.33      |

- Nhiếp ảnh gia: Yin Chao
- Khách mời đặc biệt: Dương Húc Văn, Kim Đại Xuyên

### Tập 5: Siêu mẫu Victoria's Secret thách đấu trình diễn thời trang, Trịnh Khải xuất hiện dạy biểu diễn và "hù dọa" thí sinh
Khởi chiếu: 28 tháng 9 năm 2017
12 cô gái còn lại đã được chứng kiến cách sự diễn xuất khi một nhân viên chương trình giả vờ bị ngất xỉu. Sau đó, họ được gặp lại nhiếp ảnh gia Zack Zhang cho thử thách chụp hình theo phong cách diễn xuất, khi họ sẽ chia thành 4 nhóm cùng với việc phải chọn 1 chủ đề dựa trên trang phục trên 4 con manơcanh và họ sẽ phải thảo luận với nhau bối cảnh cho buổi chụp hình dưới sự hướng dẫn của diễn viên Trịnh Khải. Kết quả là Abby, Luna & Wen thể hiện tốt nhất và sẽ được cộng 0.5 vào điểm của mình.
Ngày hôm sau, họ đã có một buổi diễn tập catwalk với 2 người mẫu Coco Rocha & Jourdana Phillips, trước khi họ đã có buổi trình diễn thời trang trong 3 trang phục theo phong cách Victoria's Secret qua phần biểu diễn của ca sĩ Jike Junyi. Ngày tiếp theo, họ được quay lại phòng chờ để nhận kết quả của mình. Kết quả là Luna là người làm tốt nhất với 8 điểm còn Abby đạng là người có số điểm thấp nhất với 6 điểm. Sau đó, Rachel là người cuối cùng nhận kết quả và sẽ được công bố ở tập sau, Ở tập tiếp theo, kết quả là Rachel được an toàn và Abby là người tiếp theo phải rời cuộc thi.
| Điểm | Điểm     | Điểm | Điểm    | Điểm  | Điểm            | Điểm      | Điểm      |
| ---- | -------- | ---- | ------- | ----- | --------------- | --------- | --------- |
| Hạng | Thí sinh | John | Russell | Zanna | Điểm trung bình | Điểm cộng | Tổng điểm |
| 1    | Luna     | 7.5  | 8.5     | 6.5   | 7.5             | 0.5       | 8         |
| 2    | Cristian | 8    | 9       | 6.5   | 7.83            | 0         | 7.83      |
| 3-5  | One      | 8    | 7.5     | 7     | 7.5             | 0         | 7.5       |
| 3-5  | Wen      | 7    | 8       | 6     | 7               | 0.5       | 7.5       |
| 3-5  | Tong     | 8    | 7       | 7.5   | 7.5             | 0         | 7.5       |
| 6    | Leader   | 7    | 8.5     | 6.5   | 7.33            | 0         | 7.33      |
| 7    | Ling     | 7.5  | 8.5     | 5.5   | 7.17            | 0         | 7.17      |
| 8    | Naomi    | 9    | 5.5     | 6     | 6.83            | 0         | 6.83      |
| 9-10 | Chao     | 6.5  | 8.5     | 5     | 6.67            | 0         | 6.67      |
| 9-10 | Jaclyn   | 6    | 6.5     | 7.5   | 6.67            | 0         | 6.67      |
| 11   | Rachel   | 6.5  | 6.5     | 5.5   | 6.17            | 0         | 6.17      |
| 12   | Abby     | 5.5  | 5.5     | 5.5   | 5.5             | 0.5       | 6         |

- Khách mời đặc biệt:  Zack Zhang, Trịnh Khải, Coco Rocha, Jourdana Phillips, Jike Junyi

### Tập 6: Siêu mẫu Victoria's Secret liên tục pha trò khi vay tiền trên phố và Xường Xám cổ điển theo phong cách Thượng Hải
Khởi chiếu: 5 tháng 10 năm 2017
Sau khi Abby bị loại, chương trình đã gặp phải rắc rối khi Chao đã phạm luật khi sử dụng điện thoại trong ngôi nhà chung và ngoài ra còn có thêm Jaclyn, Leader, Naomi & Tong do mang theo điển thoại bên người nên tất cả buộc phải giao ra điện thoại cho chương trình. Ngày hôm sau, 11 cô gái còn lại đã có một buổi mua sắm tại cửa hàng Victoria's Secret, trước khi họ được đưa tới Phố Nước Tây Đường ở Chiết Giang và gặp Frankie Han cho thử thách phối đồ theo chủ đề, khi họ được chia thành 4 nhóm và được chọn một chiếc phong bì chủ đề cùng với 1 giờ đi bằng thuyền để tìm người liên lạc và trả lời mật khẩu để nhận thêm một số phụ kiện trước khi quay lại và hoàn thành trang phục để chụp hình. Kết quả là Cristian, Jaclyn & Naomi thể hiện tốt nhất và sẽ được cộng 0.5 vào điểm của mình.
Ngày tiếp theo, các cô gái được đưa tới khách sạn Fairmont Peace ở Thượng Hải cho buổi chụp hình tiếp theo hóa thân thành những quý cô cổ điển, trong khi họ sẽ tạo dáng cùng với người mẫu nam Triệu Lỗi trong bối cảnh một mối tình lãng mạn và bí ẩn. Sau đó, tổ chương trình một lần nữa tìm thấy điện thoại của Chao & Naomi tại Sân bay quốc tế Phố Đông Thượng Hải khi họ quay về ngôi nhà chung của mình ở Bắc Kinh và Chao đã quyết định xin dừng cuộc thi vì lí do cá nhân cũng như do vi phạm nội quy cuộc thi. Ngày hôm sau, họ được quay lại phòng chờ để nhận kết quả của mình và những người đã phạm luật vừa rồi sẽ bị trừ 0.5 vào điểm của mình. Kết quả là Cristian là người làm tốt nhất với 8 điểm còn Tong là người có số điểm thấp nhất với 5.83 điểm. Sau đó, Rachel đã bất ngờ xin dừng cuộc thi vì không còn muốn ở lại cuộc thi nữa và chính vì thế, Tong được ở lại cuộc thi nhưng sẽ bị trừ 0.5 điểm vào lần sau.
| Điểm | Điểm     | Điểm | Điểm    | Điểm  | Điểm            | Điểm      | Điểm      |
| ---- | -------- | ---- | ------- | ----- | --------------- | --------- | --------- |
| Hạng | Thí sinh | John | Russell | Zanna | Điểm trung bình | Điểm cộng | Tổng điểm |
| 1    | Cristian | 7    | 7       | 8.5   | 7.5             | 0.5       | 8         |
| 2    | One      | 8    | 7.5     | 7.5   | 7.67            | 0         | 7.67      |
| 3    | Rachel   | 8    | 8.5     | 5.5   | 7.33            | 0         | 7.33      |
| 4    | Wen      | 7.5  | 8       | 6.5   | 7.33            | 0         | 7.33      |
| 5    | Ling     | 7    | 8       | 6.5   | 7.17            | 0         | 7.17      |
| 6    | Chao     | 7.5  | 6.5     | 7     | 7               | 0         | 7         |
| 7    | Naomi    | 8.5  | 6.5     | 7.5   | 7.5             | - 0.5     | 7         |
| 8    | Jaclyn   | 7.5  | 7       | 6     | 6.83            | 0         | 6.83      |
| 9    | Luna     | 6    | 8.5     | 5     | 6.5             | 0         | 6.5       |
| 10   | Leader   | 6    | 7       | 6.5   | 6.5             | - 0.5     | 6         |
| 11   | Tong     | 6.5  | 7       | 5.5   | 6.33            | - 0.5     | 5.83      |

- Nhiếp ảnh gia: Yin Chao
- Khách mời đặc biệt: Frankie Han, Triệu Lỗi

### Tập 7: Công chúa nhỏ Barbie siêu bắt mắt, Tiếu Kiêu và Mã Vi Vi gây tranh cãi vui vẻ
Khởi chiếu: 12 tháng 10 năm 2017
9 cô gái còn lại đã có một buổi tập yoga buổi sáng với một huấn luyện viên. Sau đó, họ được đưa tới một khu phim trường và theo dõi phần diễn xuất một phiên tòa cổ xưa của 3 diễn viên Mix Xiao, Vila Fan & Mã Vi Vi, trước khi các cô gái được chia thành 2 đội để dựng kịch bản cho thử thách diễn xuất. Kết quả là Jaclyn, Leader, Luna, Tong & Wen thể hiện tốt nhất và sẽ được cộng 0.5 vào điểm của mình.
Ngày hôm sau, họ đã có buổi chụp hình tiếp theo hóa thân thành búp bê khổng lồ trong ngôi nhà tí hon, trong khi họ sẽ được chỉ dẫn bởi siêu mẫu Coco Rocha trong suốt buổi chụp hình. Ngày tiếp theo, họ được quay lại phòng chờ để nhận kết quả của mình. Kết quả là Jaclyn & One là 2 người làm tốt nhất với 8.33 điểm còn Leader & Naomi đang là 2 người có số điểm thấp nhất với 7 điểm. Sau đó, 7 thí sinh an toàn đã phải bình chọn cho ai xứng đáng được ở lại cuộc thi. Kết quả là cả hai đang có 3 phiếu bầu và chỉ còn lại 1 phiếu, nhưng kết quả cuối cùng sẽ được công bố vào tập sau. Ở tập tiếp theo, kết quả là lá phiếu cuối cùng thuộc về Naomi, đồng nghĩa với việc Leader là người tiếp theo phải rời cuộc thi.
| Điểm | Điểm     | Điểm | Điểm    | Điểm  | Điểm            | Điểm      | Điểm      |
| ---- | -------- | ---- | ------- | ----- | --------------- | --------- | --------- |
| Hạng | Thí sinh | John | Russell | Zanna | Điểm trung bình | Điểm cộng | Tổng điểm |
| 1-2  | Jaclyn   | 8.5  | 6.5     | 8.5   | 7.83            | 0.5       | 8.33      |
| 1-2  | One      | 9    | 7.5     | 8.5   | 8.33            | 0         | 8.33      |
| 3    | Tong     | 7.5  | 8.5     | 8     | 8               | 0         | 8         |
| 4    | Cristian | 8    | 7.5     | 7.5   | 7.67            | 0         | 7.67      |
| 5    | Ling     | 8    | 8       | 6.5   | 7.5             | 0         | 7.5       |
| 6-7  | Luna     | 7    | 7.5     | 6     | 6.83            | 0.5       | 7.33      |
| 6-7  | Wen      | 7.5  | 7       | 6     | 6.83            | 0.5       | 7.33      |
| 8    | Naomi    | 8    | 7       | 6     | 7               | 0         | 7         |
| 9    | Leader   | 7    | 6.5     | 6     | 6.5             | 0.5       | 7         |

- Nhiếp ảnh gia:  Yu Tsai
- Khách mời đặc biệt: Mix Xiao, Vila Fan, Mã Vi Vi, Coco Rocha

### Tập 8: Tần Thư Bồi trở lại hoành tráng, thiên thần Victoria's Secret khoe vẻ đẹp Đôn Hoàng cổ điển trên sàn catwalk
Khởi chiếu: 19 tháng 10 năm 2017
8 cô gái còn lại được bay tới Đôn Hoàng và được đi xem vở kịch "Youjian Dunhuang" tại thính phòng Dunhuang. Sau đó, họ được gặp lại siêu mẫu Tần Thư Bồi cho một buổi tập múa với một vũ công trong vở kịch, trước khi họ được treo lơ lửng trên những vũ công nam khác cho thử thách biểu diễn lại một đoạn trong vở kịch mà họ vừa xem. Kết quả là Wen chiến thắng thử thách và sẽ quyết định thứ tự trang phục của từng người cho thử thách trình diễn thời trang theo phong cách Con đường tơ lụa.
Ngày hôm sau, họ được đưa tới núi Mingsha cho buổi chụp hình tiếp theo trong phong cách tương lai, khi họ sẽ tạo dáng theo cặp với một người tạo dáng chính còn người kia làm nền. Sau đó, họ đã quay về ngôi nhà chung của mình ở Bắc Kinh. Ngày tiếp theo, họ được quay lại phòng chờ để nhận kết quả của mình. Kết quả là Cristian, Luna & Wen thể hiện tốt nhất trong thử thách và sẽ được cộng 0.5 vào điểm của mình, Cristian & One là 2 người làm tốt nhất với 8 điểm còn Tong là người tiếp theo phải rời cuộc thi với 6.17 điểm.
| Điểm | Điểm     | Điểm | Điểm    | Điểm  | Điểm            | Điểm      | Điểm      |
| ---- | -------- | ---- | ------- | ----- | --------------- | --------- | --------- |
| Hạng | Thí sinh | John | Russell | Zanna | Điểm trung bình | Điểm cộng | Tổng điểm |
| 1-2  | One      | 8.5  | 7.5     | 8     | 8               | 0         | 8         |
| 1-2  | Cristian | 8    | 7       | 7.5   | 7.5             | 0.5       | 8         |
| 3    | Luna     | 6,5  | 7.5     | 8     | 7.33            | 0.5       | 7.83      |
| 4    | Wen      | 8.5  | 7       | 6     | 7.17            | 0.5       | 7.67      |
| 5    | Jaclyn   | 6    | 8.5     | 7.5   | 7.33            | 0         | 7.33      |
| 6    | Ling     | 7.5  | 6.5     | 5.5   | 6.5             | 0         | 6.5       |
| 7    | Naomi    | 6    | 6.5     | 6.5   | 6.33            | 0         | 6.33      |
| 8    | Tong     | 7    | 5.5     | 6     | 6.17            | 0         | 6.17      |

- Khách mời đặc biệt: Tần Thư Bồi, Yu Tsai

### Tập 9: Ming Xi dẫn đầu siêu mẫu Marilyn Monroe và Shangri-La thách thức phong cách Tây Tạng
Khởi chiếu: 26 tháng 10 năm 2017
7 cô gái còn lại đã có thử thách quảng cáo cho xe MG 6, khi họ sẽ được bắt cặp với nhau và hóa thân thành những cô gái của các thập niên khác nhau. Quay về ngôi nhà chung, họ đã được yêu cầu phải thu dọn hành lí để bay tới địa điểm mới vào ngày mai. Ngày hôm sau, họ được bay tới Vân Nam cho buổi chụp hình tiếp theo tại tu viện Ganden Sumtsenling, khi họ sẽ được mặc lên những bộ trang phục Tây Tạng được hiện đại hóa. Sau đó, họ đã quay về ngôi nhà chung của mình ở Bắc Kinh.
Ngày tiếp theo, họ được quay lại phòng chờ để nhận kết quả của mình. Kết quả là Jaclyn, Ling & Naomi thể hiện tốt nhất trong thử thách và sẽ được cộng 0.5 vào điểm của mình, One là người làm tốt nhất với 8.83 điểm còn Wen đang là người có số điểm thấp nhất với 6.33 điểm. Sau đó, Luna là người cuối cùng nhận kết quả và cô cũng nhận được 6.33 điểm, nhưng kết quả cuối cùng sẽ được công bố ở tập sau. Ở tập tiếp theo, kết quả là Zanna quyết định chấm lại điểm của Luna và khiến cho tổng điểm xuống còn 6.17, đồng nghĩa với việc cô là người tiếp theo phải rời cuộc thi.
| Điểm | Điểm     | Điểm | Điểm    | Điểm  | Điểm            | Điểm      | Điểm      |
| ---- | -------- | ---- | ------- | ----- | --------------- | --------- | --------- |
| Hạng | Thí sinh | John | Russell | Zanna | Điểm trung bình | Điểm cộng | Tổng điểm |
| 1    | One      | 9    | 8.5     | 9     | 8.83            | 0         | 8.83      |
| 2    | Jaclyn   | 7    | 8.5     | 8.5   | 8               | 0.5       | 8.5       |
| 3    | Cristian | 8.5  | 8       | 8     | 8.17            | 0         | 8.17      |
| 4-5  | Ling     | 7.5  | 8       | 7     | 7.5             | 0.5       | 8         |
| 4-5  | Naomi    | 8    | 7.5     | 7     | 7.5             | 0.5       | 8         |
| 6    | Wen      | 6.5  | 6       | 6.5   | 6.33            | 0         | 6.33      |
| 7    | Luna     | 6    | 6.5     | 6     | 6.17            | 0         | 6.17      |

- Nhiếp ảnh gia:  Yin Chao
- Khách mời đặc biệt: Leo Li, Ming Xi

### Tập 10: Siêu mẫu hàng đầu Alessandra Ambrosio tới giúp đỡ, siêu mẫu Victoria's Secret tự cắt giấy lên người
Khởi chiếu: 2 tháng 11 năm 2017
6 cô gái còn lại đã nhận được tin nhắn về một số lời khuyên để chụp hình tốt hơn từ diễn viên Cao Viên Viên. Sau đó, họ đã có thử thách chụp hình chân dung biểu cảm với những đạo cụ khác nhau, trong khi họ sẽ được chỉ dẫn bởi siêu mẫu Alessandra Ambrosio trong suốt buổi chụp hình. Kết quả là Jaclyn & One thể hiện tốt nhất và họ sẽ được cộng 0.5 vào điểm của mình.
Ngày hôm sau, các cô gái đã có buổi chụp hình tiếp theo trong đồ lót trắng cùng với những phụ kiện được cắt bằng giấy. Quay về ngôi nhà chung, họ đã thu dọn hành lí cho đêm cuối cùng vì những ai vượt qua buổi loại trừ ngày mai sẽ được bay đến Tam Á. Ngày tiếp theo, họ được quay lại phòng chờ để nhận kết quả của mình. Kết quả là Jaclyn là người làm tốt nhất với 8.5 điểm còn Ling là người tiếp theo phải rời cuộc thi với 6.67 điểm.
| Điểm | Điểm     | Điểm | Điểm    | Điểm  | Điểm            | Điểm      | Điểm      |
| ---- | -------- | ---- | ------- | ----- | --------------- | --------- | --------- |
| Hạng | Thí sinh | John | Russell | Zanna | Điểm trung bình | Điểm cộng | Tổng điểm |
| 1    | Jaclyn   | 8    | 9       | 7     | 8               | 0.5       | 8.5       |
| 2-3  | One      | 9    | 7       | 7.5   | 7.83            | 0.5       | 8.33      |
| 2-3  | Wen      | 8.5  | 8       | 8.5   | 8.33            | 0         | 8.33      |
| 4    | Naomi    | 6    | 8.5     | 8     | 7.5             | 0         | 7.5       |
| 5    | Cristian | 7.5  | 7.5     | 6.5   | 7.17            | 0         | 7.17      |
| 6    | Ling     | 6    | 7       | 7     | 6.67            | 0         | 6.67      |

- Nhiếp ảnh gia: Yin Chao
- Khách mời đặc biệt: Cao Viên Viên, Zack Zhang, Frankie Han, Alessandra Ambrosio

### Tập 11: Ngụy Đại Huân, người đàn ông ấm áp, tương tác với thử thách "áo tắm hồng" của siêu mẫu Victoria's Secret! Siêu mẫu năng động tái hiện nét quyến rũ tỏa nắng
Khởi chiếu: 9 tháng 11 năm 2017
5 cô gái còn lại được bay tới Tam Á và sau đó được di chuyển tới villa của họ tại khu nghĩ dưỡng Intercontinental Sanya Resort. Ngày hôm sau, họ bất ngờ được gặp diễn viên Ngụy Đại Huân trong lúc ăn sáng, trước khi anh cùng với từng người một sẽ tận hưởng $1000 và 60 phút vui chơi ở bãi biển. Sau đó, Đại Huân đã phải chọn hình của cô gái gây ấn tượng nhất vào phong bì hồng, vì người đó sẽ được an toàn nếu bị loại lần này.
Ngày tiếp theo, họ gặp nhiếp ảnh gia Zack Zhang tại bể bơi khách sạn cho thử thách chụp hình trong áo tắm sặc sỡ trong khi bị tạt nước vào người, trước khi anh sẽ chọn hình của cô gái thể hiện tốt nhất vào phong bì hồng. Sau đó, họ được đưa tới một bãi biển cho buổi chụp hình tiếp theo trong đồ đi biển bên bãi đá và buổi chụp hình đã diễn ra thuận lợi mặc dù chương trình đã gặp phải một cơn mưa lớn giữa chừng. Vào buổi đánh giá, Wen là người làm tốt nhất còn Naomi là người thể hiện kém nhất. Quay về khách sạn, Naomi mở 2 phong bì ra và kết quả là 2 tấm hình của Jaclyn & Wen, đồng nghĩa với việc cô là người tiếp theo phải rời cuộc thi.
- Nhiếp ảnh gia: Russell James
- Khách mời đặc biệt: Ngụy Đại Huân, Zack Zhang, Adriana Lima

### Tập 12: Con đường trở thành thiên thần đã kết thúc, thiên thần Victoria's Secret 2017 sắp chào đời!
Khởi chiếu: 16 tháng 11 năm 2017
4 cô gái còn lại được đưa tới một bãi biển cho buổi chụp hình cuối cùng trong đôi cánh thiên thần. Sau đó, họ đã tận hưởng ngày cuối cùng tại Tam Á, trước khi quay về Bắc Kinh. Ngày hôm sau, họ được đưa tới Trung tâm thể thao dưới nước quốc gia Bắc Kinh cho một buổi tập dượt từ người mẫu Ming Xi cùng với 11 cô gái bị loại trước đó, trước khi từng người một bất ngờ được gặp lại người thân của mình.
Các cô gái sau đó đã có buổi trình diễn thời trang cuối cùng theo phong cách Victoria's Secret qua phần biểu diễn của 2 ca sĩ là Tia Ray & Al Rocco. Vào buổi đánh giá, Jaclyn & Wen là 2 người tiếp theo phải rời cuộc thi còn Cristian & One sẽ được bay tới New York cho thử thách cuối cùng. Sau khi tới nơi, cả 2 đã có một ngày đi tham quan thành phố. Ngày hôm sau, họ được gặp Ed Razek & Monica Mitro cho một buổi casting cho Victoria's Secret tại trụ sở của nhãn hàng. Kết quả cuối cùng là One đã được chọn cho buổi trình diễn thời trang Victoria's Secret 2017.
- Nhiếp ảnh gia: Zack Zhang
- Khách mời đặc biệt: Adriana Lima, Ming Xi, Tia Ray, Al Rocco, Ed Razek, Monica Mitro

## Kết quả

### Bảng điểm
(Tổng và Trung bình trong bảng được tính từ từng số điểm mỗi tập)
| Hạng | Thí sinh | Tập  | Tập  | Tập  | Tập  | Tập  | Tập  | Tập  | Tập  | Tập  | Tập  | Tập  | Tập   | Tổng  | Trung bình |
| Hạng | Thí sinh | 2    | 3    | 4    | 5    | 6    | 7    | 8    | 9    | 10   | 11   | 12   | 12    | Tổng  | Trung bình |
| ---- | -------- | ---- | ---- | ---- | ---- | ---- | ---- | ---- | ---- | ---- | ---- | ---- | ----- | ----- | ---------- |
| 1    | One      | 7,33 | 8    | 8    | 7,5  | 7,67 | 8,33 | 8    | 8,83 | 8,33 | AT   | AT   | THẮNG | 72    | 8          |
| 2    | Cristian | 7,16 | 6,5  | 7,33 | 7,83 | 8    | 7,67 | 8    | 8,17 | 7,17 | AT   | AT   | LOẠI  | 67,83 | 7,53       |
| 3-4  | Jaclyn   | 7,66 | 5,83 | 6,5  | 6,67 | 6,83 | 8,33 | 7,33 | 8,5  | 8,5  | THẤP | LOẠI |       | 66,15 | 7,35       |
| 3-4  | Wen      | 8,17 | 6,5  | 7,16 | 7,5  | 7,33 | 7,33 | 7,67 | 6,33 | 8,33 | CAO  | LOẠI |       | 66,32 | 7,37       |
| 5    | Naomi    | 7,83 | 6,17 | 7,33 | 6,83 | 7    | 7    | 6,33 | 8    | 7,5  | LOẠI |      |       | 63,99 | 7,11       |
| 6    | Ling     | 7,66 | 6,83 | 6,83 | 7,17 | 7,17 | 7,5  | 6,5  | 8    | 6,67 |      |      |       | 64,33 | 7,14       |
| 7    | Luna     | 7,33 | 7,17 | 6,83 | 8    | 6,5  | 7,33 | 7,83 | 6,17 |      |      |      |       | 57,16 | 7,14       |
| 8    | Tong     | 7,67 | 6,83 | 7,5  | 7,5  | 5,83 | 8    | 6,17 |      |      |      |      |       | 49,5  | 7,07       |
| 9    | Leader   | 6,83 | 6,67 | 7    | 7,33 | 6    | 7    |      |      |      |      |      |       | 40,83 | 6,8        |
| 10   | Rachel   | 5,5  | 6,67 | 7    | 6,17 | 7,33 |      |      |      |      |      |      |       | 32,67 | 6,53       |
| 11   | Chao     | 7    | 7,33 | 7,33 | 6,67 | 7    |      |      |      |      |      |      |       | 35,33 | 7,06       |
| 12   | Abby     | 6    | 7,17 | 6,83 | 6    |      |      |      |      |      |      |      |       | 26    | 6,5        |
| 13   | Angel    | 5,33 | 6,33 | 6,33 |      |      |      |      |      |      |      |      |       | 18    | 6          |
| 14   | Nana     | 5,33 | 5,67 |      |      |      |      |      |      |      |      |      |       | 11    | 5,5        |
| 15   | Grace    | 5,16 |      |      |      |      |      |      |      |      |      |      |       | 5,16  | 5,16       |

     Thí sinh có số điểm cao nhất tuần.
     Thí sinh có số điểm áp chót của tuần.
     Thí sinh ban đầu bị loại nhưng được cứu.
     Thí sinh bị loại với số điểm thấp nhất.
     Thí sinh chiến thắng cuộc thi.

### Xếp hạng
| 1  | Luna     | Wen      | One      | One      | Luna     | Cristian | One Jaclyn | Cristian One | One      | Jaclyn   | Wen      | One      |  |  |  |  |  |  |  |  |  |  |
| 2  | Naomi    | Naomi    | Chao     | Tong     | Cristian | One      | One Jaclyn | Cristian One | Jaclyn   | One      | Cristian | Cristian |  |  |  |  |  |  |  |  |  |  |
| 3  | Tong     | Tong     | Luna     | Cristian | One      | Rachel   | Tong       | Luna         | Cristian | Wen      | One      | Jaclyn   |  |  |  |  |  |  |  |  |  |  |
| 4  | Rachel   | Ling     | Abby     | Naomi    | Wen      | Wen      | Cristian   | Wen          | Naomi    | Naomi    | Jaclyn   | Wen      |  |  |  |  |  |  |  |  |  |  |
| 5  | Wen      | Jaclyn   | Ling     | Chao     | Tong     | Ling     | Ling       | Jaclyn       | Ling     | Cristian | Naomi    |          |  |  |  |  |  |  |  |  |  |  |
| 6  | Cristian | Luna     | Tong     | Wen      | Leader   | Naomi    | Wen        | Ling         | Wen      | Ling     |          |          |  |  |  |  |  |  |  |  |  |  |
| 7  | Jaclyn   | One      | Leader   | Rachel   | Ling     | Jaclyn   | Luna       | Naomi        | Luna     |          |          |          |  |  |  |  |  |  |  |  |  |  |
| 8  | Abby     | Cristian | Rachel   | Leader   | Naomi    | Luna     | Naomi      | Tong         |          |          |          |          |  |  |  |  |  |  |  |  |  |  |
| 9  | Nana     | Chao     | Wen      | Luna     | Jaclyn   | Leader   | Leader     |              |          |          |          |          |  |  |  |  |  |  |  |  |  |  |
| 10 | Chao     | Leader   | Cristian | Ling     | Chao     | Tong     |            |              |          |          |          |          |  |  |  |  |  |  |  |  |  |  |
| 11 | One      | Abby     | Angel    | Abby     | Rachel   | Chao     |            |              |          |          |          |          |  |  |  |  |  |  |  |  |  |  |
| 12 | Leader   | Rachel   | Naomi    | Jaclyn   | Abby     |          |            |              |          |          |          |          |  |  |  |  |  |  |  |  |  |  |
| 13 | Angel    | Nana     | Jaclyn   | Angel    |          |          |            |              |          |          |          |          |  |  |  |  |  |  |  |  |  |  |
| 14 | Ling     | Angel    | Nana     |          |          |          |            |              |          |          |          |          |  |  |  |  |  |  |  |  |  |  |
| 15 | Grace    | Grace    |          |          |          |          |            |              |          |          |          |          |  |  |  |  |  |  |  |  |  |  |

     Thí sinh được miễn loại
     Thí sinh dừng cuộc thi
     Thí sinh bị loại
     Thí sinh ban đầu bị loại nhưng được cứu
     Thí sinh chiến thắng cuộc thi
- Trong tập 7, vì cùng có số điểm thấp nhất tuần, để quyết định ai sẽ ở lại thì những cô gái an toàn sẽ bỏ phiếu cho Leader hay Naomi được ở lại cuộc thi. Với 4 phiếu, Naomi được ở lại còn Leader phải ra về.
- Trong tập 11, Jaclyn & Wen được miễn loại vì có phần thể hiện tốt nhất trong thử thách.

### Buổi chụp hình
- Tập 1: Tạo dáng trên hình khối hộp theo nhóm (casting)
- Tập 2: Tạo dáng với chim chi cắt trong rừng
- Tập 3: Những vị tướng cổ đại trong dân gian Trung Quốc
- Tập 4: Thời trang cảm hứng từ rồng và hổ trên thuyền
- Tập 5: Trình diễn thời trang theo cảm hứng từ Victoria's Secret
- Tập 6: Mối tình lãng mạn và bí ẩn
- Tập 7: Búp bê khổng lồ trong ngôi nhà
- Tập 8: Thời trang tương lai trên sa mạc
- Tập 9: Vẻ đẹp dân tộc vùng quê
- Tập 10: Đồ lót trắng với họa tiết trang trí bằng giấy
- Tập 11: Ảnh trắng đen áo tắm ở bãi biển
- Tập 12: Ảnh trắng đen tạo dáng với đôi cánh thiên thần ở bãi biển